# 康斯坦丁·莫羅佐夫
康斯坦丁·彼得羅維奇·莫羅佐夫（羅馬化：Kostiantyn Petrovych Morozov；1944年6月3日—），前苏联乌克兰裔军官，是乌克兰1991年宣布独立后的首任烏克蘭國防部部長。莫罗佐夫还于2005年短暂担任乌克兰驻伊朗大使，并于2005年至2007年担任驻北约大使，是制定乌克兰寻求加入北约政策的关键人物。